# Distrito de Puri
Puri es un distrito de la India en el estado de Odisha. Código ISO: IN.OR.PU.
Comprende una superficie de 3055 km².
El centro administrativo es la ciudad de Puri.

## Demografía
Según censo 2011 contaba con una población total de 1697983 habitantes, de los cuales 832 774 eran mujeres y 865 209 varones.